# Elektrificatie van spoorlijnen in België
De elektrificatie van spoorlijnen in België begon in  1931. Al veel eerder zijn sommige buurtspoorwegen onder de draad gebracht en de meeste steden hadden al voor Eerste Wereldoorlog elektrische tramnetten.

## Jaren dertig van de twintigste eeuw

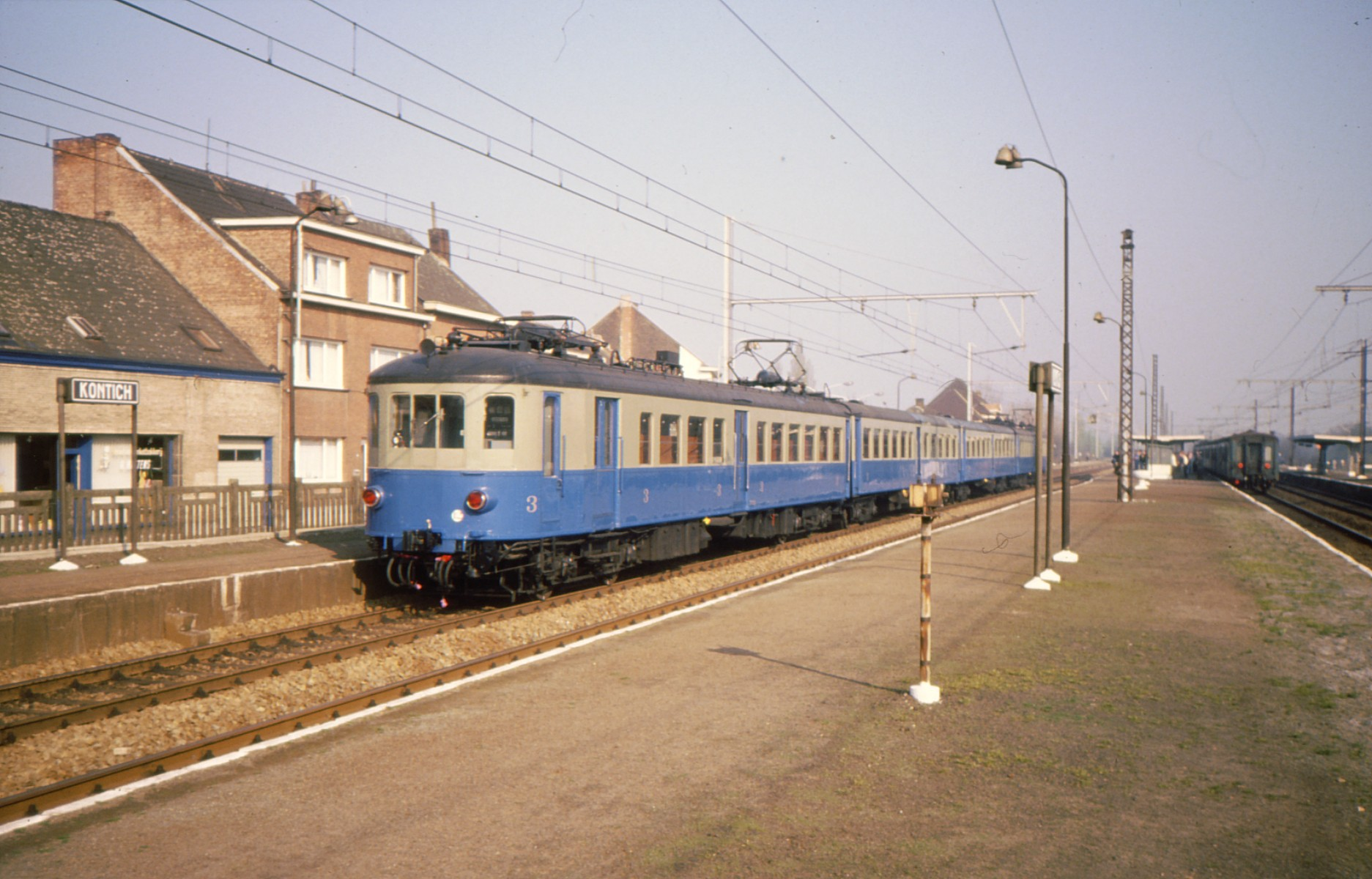
De eerste elektrische treinstellen, de Type 1935

1931: De spoorlijn Brussel – Tervuren is in 1929 verkocht aan de Algemene Maatschappij van Elektrische en Industriële Bedrijven (het latere Electrabel), die de spoorlijn als testlijn in België wilde gebruiken voor de elektrificatie van een spoorlijn. De maatschappij elektrificeerde de lijn met 1500 V en moderniseerde de spoorlijn. De elektrische treindienst is in 1931 opgestart en kende een groot succes. Aan het einde van de Tweede Wereldoorlog waren er drie miljoen reizigers per jaar. De reizigerstreindienst is opgeheven in 1958.
1935: Na een grondige ombouw naar een expreslijn werd de hoofdlijn Brussel-Noord – Mechelen – Antwerpen-Centraal geëlektrificeerd met 3000 V gelijkspanning, die toegepast zal worden op alle Belgische spoorlijnen in de twintigste eeuw. Exact 100 jaar na de eerste treinrit, op 5 mei 1935, reed de eerste elektrische trein (Type 1935), met koning Leopold III aan boord, en haalde 120 kilometer per uur. Het traject duurde 31 minuten, met de halte in Mechelen inbegrepen.

## Na de Tweede Wereldoorlog

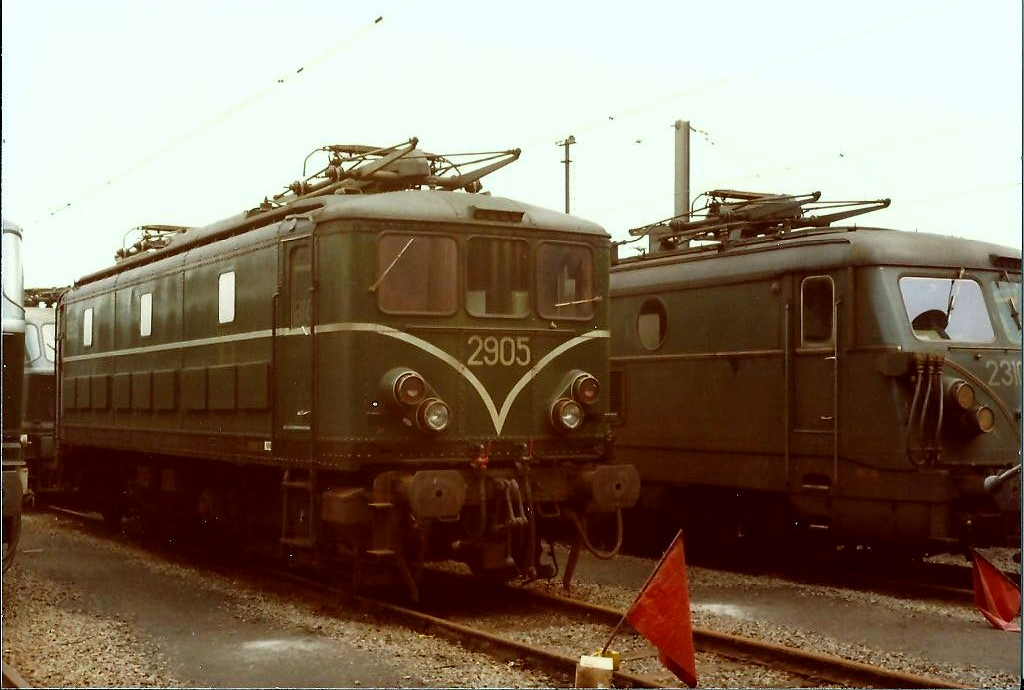
Een van de eerste elektrische locomotieven, de HLE 29 (links) en de HLE 23 (rechts

Na de oorlog en de herstelwerkzaamheden van de oorlogsschade werd de elektrificatie van het Belgisch spoornet hervat. De eerste prioriteit was om elektrische goederentreinen te kunnen inzetten tussen de haven van Antwerpen en Charleroi. Hiervoor werden de eerste twintig elektrische locomotieven Type 49 besteld ten behoeve van de goederentreinen.
- 1949: Brussel-Zuid – Charleroi spoorlijn 124[2]
- 1950: Antwerpen-Berchem – Haven spoorlijn 27A, (via Muizen) spoorlijn 27B en spoorlijn 27 Antwerpen Berchem – Brussel Noord
- 1950: Schaarbeek/Vilvoorde – Linkebeek spoorlijn 26 (hierdoor konden goederentreinen elektrisch tussen Antwerpen en Charleroi rijden, terwijl de Noord-Zuidverbinding in Brussel nog niet geopend was)
- 1952: (4 oktober) Brussel Noord-Zuidverbinding (gelijk met de opening)(elektrische reizigerstreindienst tussen Antwerpen en Charleroi)

De volgende prioriteit was de hoofdas Oostende – Brussel – Luik: 
- 1954: Brussel-Zuid – Denderleeuw – Gent – Brugge – Oostende spoorlijn 50A (en Denderleeuw – Aalst) spoorlijn 50
- 1954: Brugge – Blankenberge spoorlijn 51
- 1955: Blankenberge – Knokke spoorlijn 51B (Blankenberge – Heist is later opgebroken)
- 1954: Brussel-Noord – Leuven spoorlijn 36
- 1955: Leuven – Landen – Ans – Luik-Guillemins spoorlijn 36
- 1955: Ans – Kinkempois spoorlijn 36A (voor goederentreinen, heeft minder sterke helling dan Ans – Luik-Guillemins, waar zelfs elektrische opduwlocomotieven werden gebruikt voor zware treinen)

Aanvullend:
- 1955: Westelijke ringlijn Brussel spoorlijn 28
- 1956: Mechelen – Leuven spoorlijn 53

De hoofdas Brussel – Luxemburg, een spoorlijn met veel hellingen waar de elektrische tractie beter geschikt is dan stoomtractie:
- 1956: Schaarbeek/Brussel-Noord – Ottignies – Gembloers – Namen spoorlijn 161
- 1956: Waver – Ottignies spoorlijn 139
- 1956: Gembloers naar Namen via Jemeppe-sur-Sambre spoorlijn 144 (alternatieve route voor goederentreinen)

Internationale verbindingen:
- 1956: Namen – Luxemburg spoorlijn 162
- 1957: Antwerpen – Roosendaal: Aan de Nederlandse kant samen met de spoorlijn naar Vlissingen en naar Breda. De spoorlijn tot Lage Zwaluwe was al geëlektrificeerd in 1950. De spanningssluis is vlak bij het station Roosendaal.

Aanvullend op de hoofdas Brussel – Luxemburg:
- 1957: Leuven – Waver spoorlijn 139
- 1959: Jemeppe-sur-Sambre – Charleroi spoorlijn 130

## Jaren zestig
- 1960: Landen – Hasselt spoorlijn 21
- 1961: Aalst – Gent, Brussel-Noord – Denderleeuw spoorlijn 50
- 1963: Brussel-Zuid – Bergen – Hautmont (Frankrijk)(de aansluitende spoorlijn naar Parijs is ook geëlektrificeerd in 1964), Linkebeek – Halle spoorlijn 26
- 1964: Bergen – Saint-Ghislain
- 1964: Charleroi – Erquelinnes  spoorlijn 130A (de aansluitende spoorlijn naar Parijs is ook geëlektrificeerd in 1964)
- 1966: Luik – Verviers – Aken spoorlijn 37

## Jaren zeventig
- 1970: Namen – Luik spoorlijn 125
- 1970: Antwerpen – Sint-Niklaas spoorlijn 59
- 1973: Sint-Niklaas – Gent
- 1971: Pepinster – Spa spoorlijn 44
- 1971: Zaventem – Luchthaven spoorlijn 36C
- 1975: Ottignies – Louvain-la-Neuve spoorlijn 161D
- 1976: Luik-Guillemins – Liers spoorlijn 34
- 1976: Liers – Ans spoorlijn 31 later opgebroken
- 1977: Luik-Guillemins – Bressoux spoorlijn 40 Luik - Maastricht
- 1979: 's-Gravenbrakel – Manage – Luttre spoorlijn 117 (Elektrische omreisroute Bergen – Charleroi, tijdens de ombouw naar de Waalse as)
- 1979: Hasselt – Genk spoorlijn 21A

## Jaren tachtig

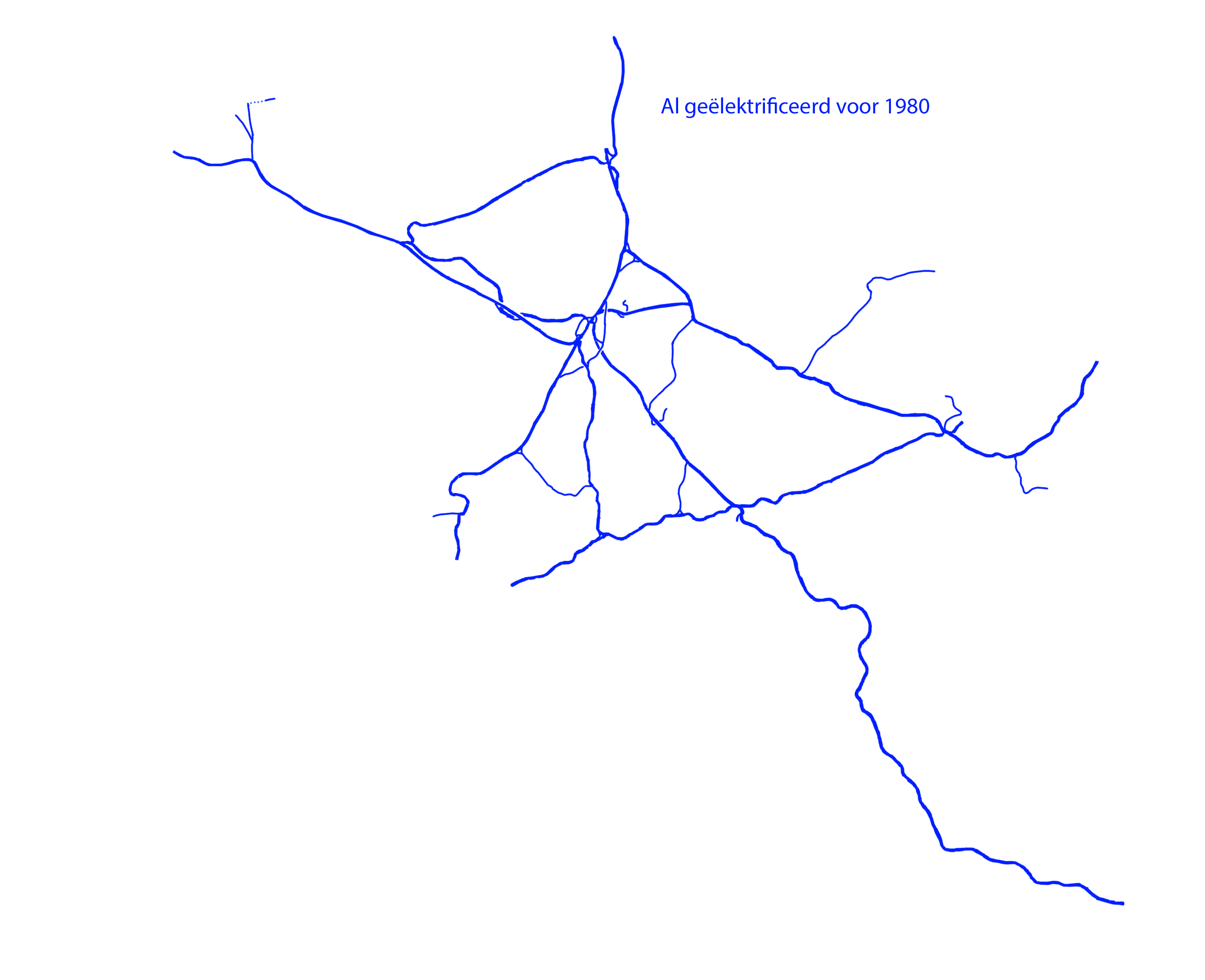
Alle spoorlijnen geëlektrificeerd voor 1980

- 1980: Antwerpen-Zuid - Boom spoorlijn 52

De Waalse spooras Luik - Namen - Charleroi - Bergen - Doornik - Moeskroen (de ontbrekende schakels elektrificeren):
- 1980: Manage - La Louvière - Bergen spoorlijn 118
- 1982: Haine-st.-Pierre - La Louvière Centre spoorlijn 112
- 1982: Saint-Ghislain - Doornik spoorlijn 78
- 1982: Doornik - Moeskroen spoorlijn 75A
- 1983: Piéton - Haine-st.-Pierre spoorlijn 112 Spoorlijn 112 tijdens elektrificatie en de buurtspoorweglijn 80 ernaast

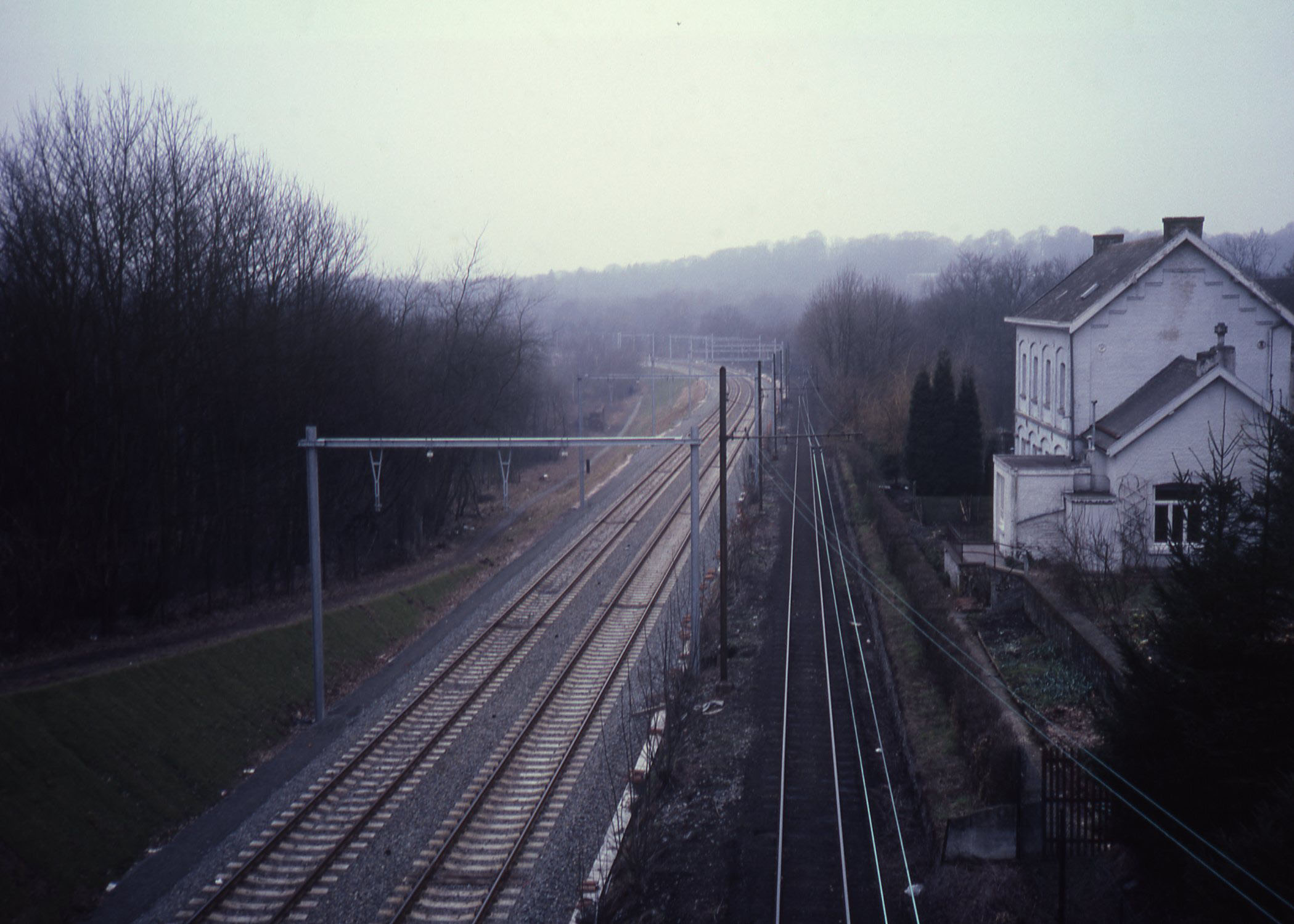
Spoorlijn 112 tijdens elektrificatie en de buurtspoorweglijn 80 ernaast

- 1984: Marchienne-au-Pont - Piéton Spoorlijn 112 (België)spoorlijn 112 (nieuwe spoorlijn/route)
- 1983: Haine-st.-Pierre - Binche spoorlijn 108 (Doorgaande verbinding Brussel - Binche)

De Vlaamse spooras (Antwerpen) - Gent - Kortrijk - Moeskroen - Rijsel:

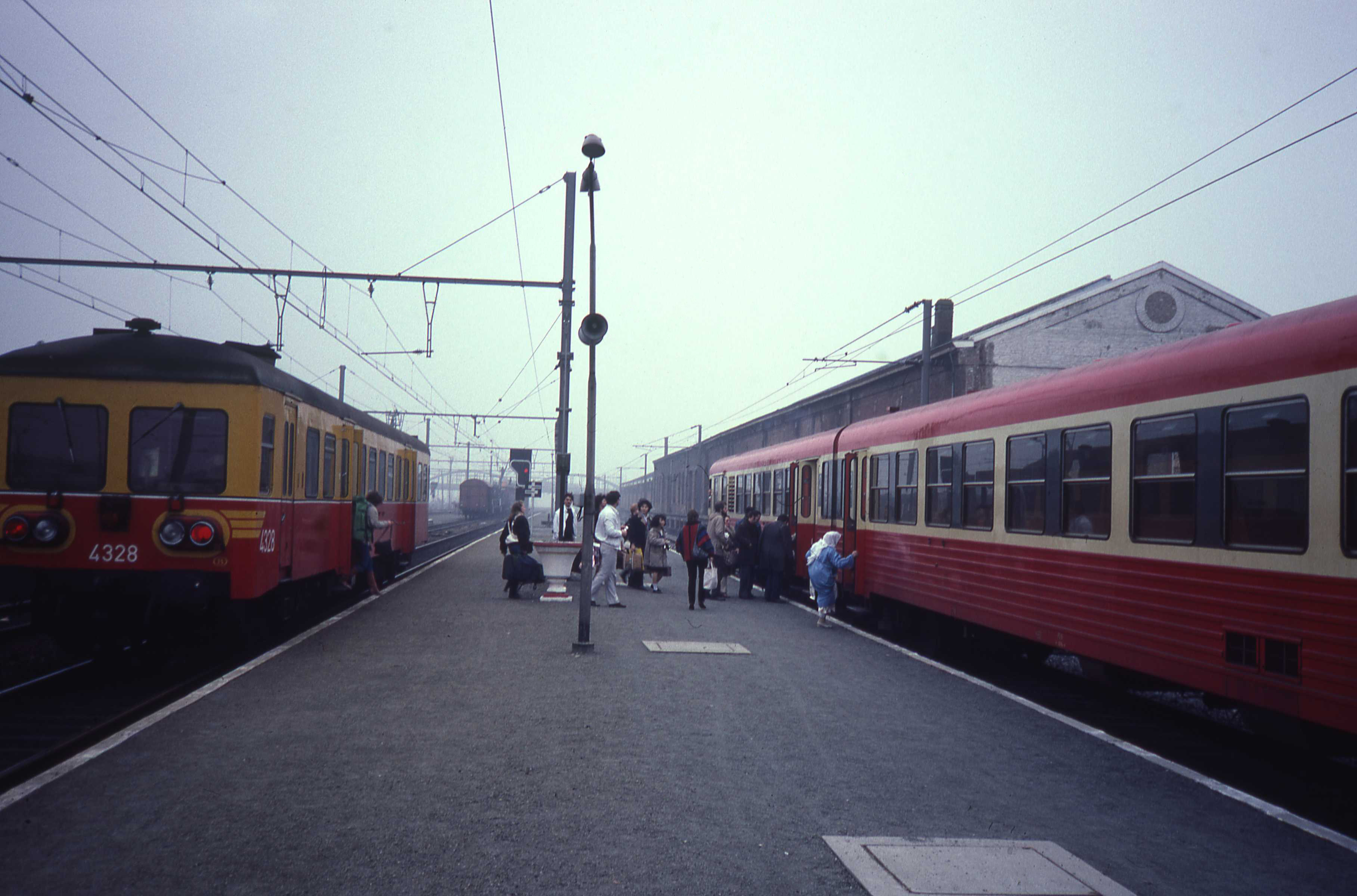
Het zijperron in Moeskroen onder 25 kV wisselspanning

- 1980: Gent - Kortrijk spoorlijn 75
- 1981: Kortrijk - Moeskroen spoorlijn 75
- 1982: Moeskroen - Rijsel spoorlijn Fives - Moeskroen (grens) Met 25 kV wisselspanning. De overgangssluis is aan de Belgische zijde. De wisselspanning was doorgetrokken via een derde spoor tot aan een zijperron van het station Moeskroen. Het spoor en zijperron zijn inmiddels verwijderd.
- 1986: Een nieuwe rechtstreekse elektrische treindienst Antwerpen - Rijsel werd ingevoerd bij de start van de winterdienstregeling 1986.

In de Kempen:
- 1981: Mortsel - Lier - Herentals spoorlijn 15
- 1981: Lier - Aarschot spoorlijn 16
- 1981: Leuven - Aarschot - Hasselt spoorlijn 35
- 1982: Lier - Kontich spoorlijn 13 (ook de bocht richting Mechelen/Brussel)
- 1984: Herentals - Turnhout spoorlijn 29
- 1982: Hasselt - Liers (Luik) spoorlijn 34

Laatste spoorlijn dicht bij Brussel:
- 1981: Jette (Brussel) - Dendermonde - Lokeren spoorlijn 60 en spoorlijn 57

In de provincie Luik:

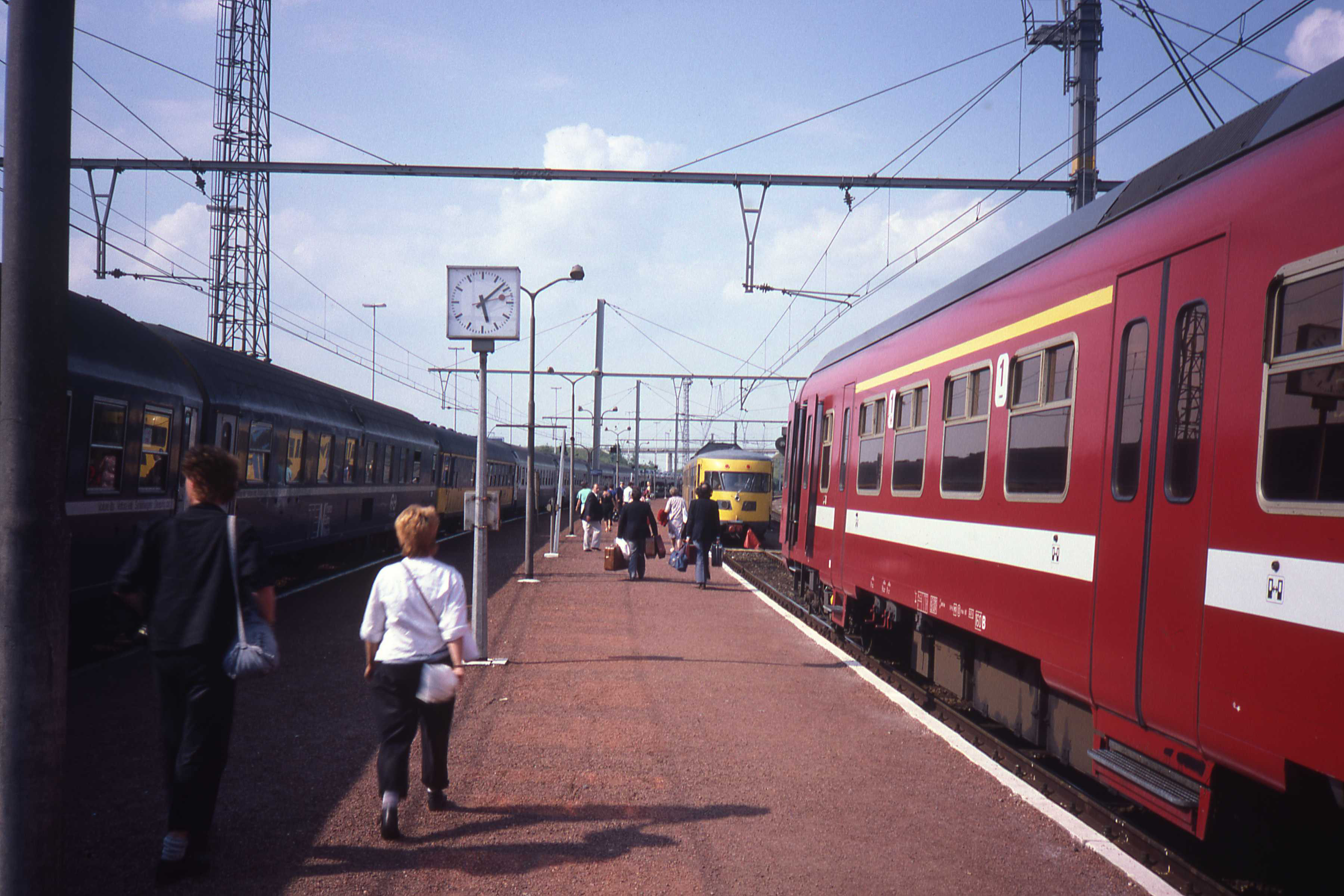
Een overstap in 1985 in Wezet voordat het Nederlandse deel van de spoorlijn klaar is.

- 1982: Bressoux - Wezet spoorlijn 40 Luik - Maastricht
- 1985: Wezet - Maastricht
- 1982: Tongeren - Wezet-Hoog spoorlijn 24 (goederen)
- 1984: Wezet-Hoog - Montzen spoorlijn 24 (goederen)
- 1984: Welkenraedt - Eupen spoorlijn 49

Rond Mechelen:
- 1983: Mechelen - Schellebelle spoorlijn 53
- 1985: Mechelen - Sint-Niklaas spoorlijn 54 Mechelen - Terneuzen

In Henegouwen:
- 1986: Ottignies - Charleroi-Sud spoorlijn 140 (hierbij is een scherpe bocht aangelegd zodat het station Charleroi-Sud rechtstreeks bereikbaar is)

Rond Geraardsbergen:

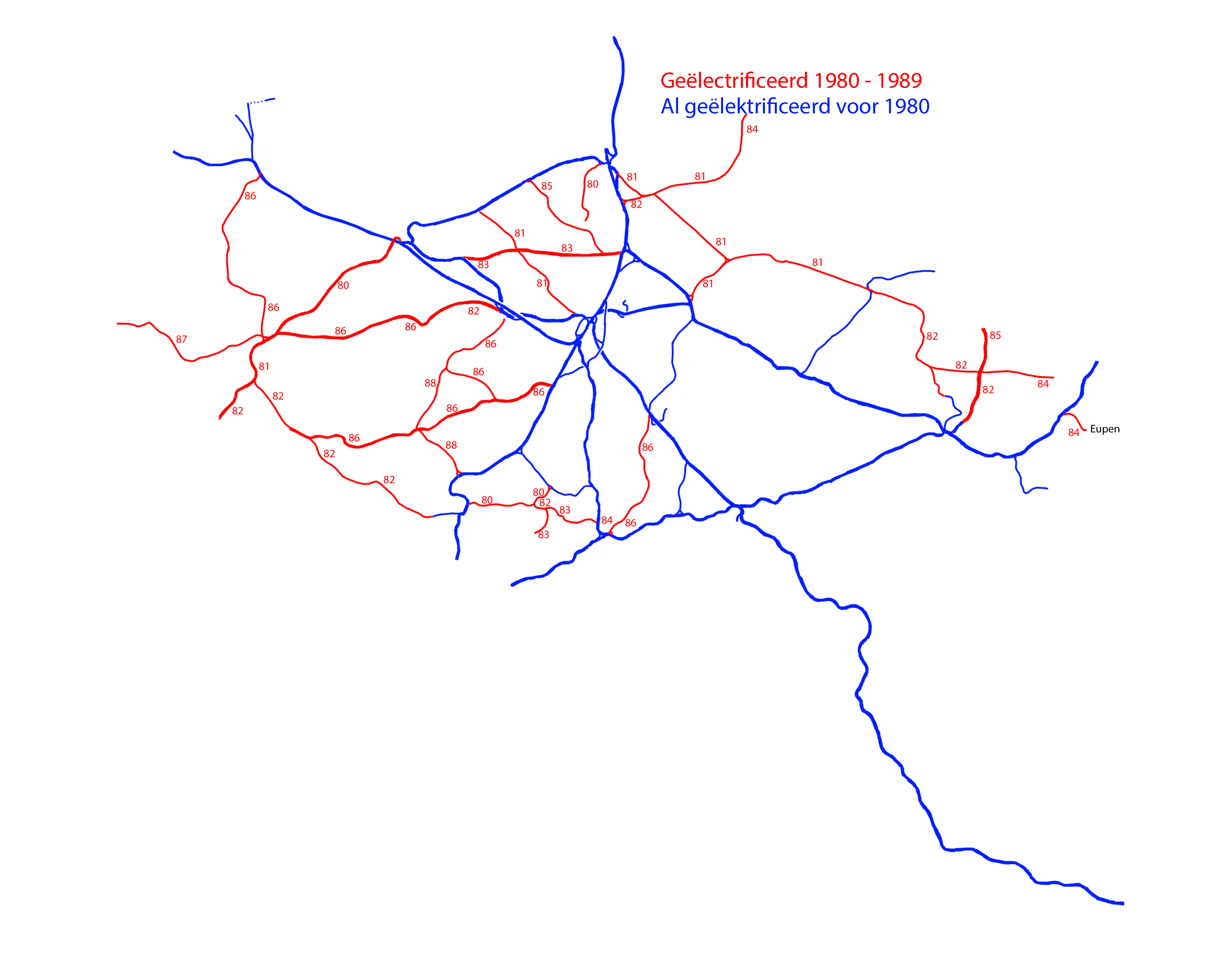
Alle spoorlijnen geëlektrificeerd voor 1990

- 1986: Halle - Edingen - Aat - Doornik spoorlijn 94 (nieuw traject ten oosten van Aat, waarlangs later de hogesnelheidslijn zal worden aangelegd)
- 1986: Edingen - Geraardsbergen spoorlijn 123
- 1986: Denderleeuw - Geraardsbergen spoorlijn 90
- 1988: Geraardsbergen - Aat - Jurbeke spoorlijn 90

Rond Kortrijk:
- 1982: Denderleeuw - Zottegem spoorlijn 89
- 1986: Zottegem - Kortrijk spoorlijn 89
- 1986: Kortrijk - Brugge spoorlijn 66
- 1987: Kortrijk - Poperinge spoorlijn 69

## Jaren negentig
- 1989: Namen - Jambes-Noord spoorlijn 154
- 1990: Jambes-Noord - Dinant spoorlijn 154
- 1993: Angleur (Luik) - Marloie spoorlijn 43
- 1993: Froyennes - Blandain (Rijsel) spoorlijn 94 (25 kV wisselspanning) (Deze spoorlijn is nog gebruikt samen met de spoorlijn 94 voor Eurostartreinen tot 14 december 1997)
- 1995: Saint-Ghislain - Quiévrain spoorlijn 97
- 1996: Deinze - De Panne spoorlijn 73
- 1998: Boom - Puurs spoorlijn 52

Met wisselspanning 25 kV:
- 1993: Gouvy - Gouvy grens spoorlijn 42
- 1999: Trois Ponts - Gouvy spoorlijn 42
- 2000: Rivage - Trois-Ponts spoorlijn 42

Nieuwe spoorlijnen in 1990 t/m 1999:
- 1995: spoorlijn 11 (gedeeltelijk geëlektrificeerd)
- 1996: HSL 1, eerste sectie 2 juni 1996 en volledige opening 14 december 1997. 25 kV wisselspanning.

## Eenentwintigste eeuw
- 2002: Dinant - Bertrix spoorlijn 166 (25 kV)
- 2002: Libramont - Bertrix - Virton - Athus spoorlijn 165 (25 kV)
- 2002: Autelbas - Athus spoorlijn 165 (25 kV)
- 2005: Welkenraedt - Montzen spoorlijn 39 (goederenlijn)
- 2008: Y Boxbergheide - Genk-Goederen (Winterslag) spoorlijn 21A
- 2008: Montzen - Gemmenicher Tunnel (Aachen-West) spoorlijn 24. De overgang naar de Duitse 15 kV wisselspanning vindt plaats op het Viaduct van Moresnet. Er is een traject van ongeveer vijf km met Duitse wisselspanning op Belgisch grondgebied.
- 2015: Herentals - Mol spoorlijn 15
- 2021: Mol - Hamont spoorlijn 19[3]
- 2022: Genk-Goederen - Bilzen Spoorlijn 21C[4] (enkel goederenverkeer)
- 2023: Hasselt - Mol spoorlijn 15[5]

Nieuwe spoorlijnen:
- 15 december 2002: HSL 2 (25 kV)
- 2006: spoorlijn 10 (België) (haven Antwerpen)
- 23 maart 2007: Noord-Zuidverbinding (Antwerpen)
- 15 juni 2009: HSL 4 (25 kV wisselspanning)
- 12 juni 2009: HSL 3 (25 kV)
- 2012: spoorlijn 25N
- 2016: Schuman-Josaphattunnel

## Opgeheven geëlektrificeerde spoorlijnen
- 1958: Etterbeek - Tervuren spoorlijn 160 (volledig gesloten 1970)
- 1984: Ans - Liers spoorlijn 31 (volledig opgebroken 2005)

## Gepland
- De spooras Brussel - Luxemburg wordt volledig gemoderniseerd en van Namen tot Luxemburg geherelektrificeerd met 25 kV wisselspanning.[6]
- De Belgische gelijkspanning bereikt nu het Duitse station Aken, waar twee perronsporen omschakelbaar zijn. Er zijn plannen om de spoorlijn om te schakelen naar de Duitse wisselspanning tot net voorbij de Hammerbrug. Hiermee wordt vermeden dat hogesnelheidstreinen twee keer moeten omschakelen (HSL 25 kV wisselspanning, 3000 V gelijkspanning en dan de Duitse 15 kV wisselspanning).
- Het resterende stuk van Spoorlijn 11 dat momenteel niet-elektrisch is, zal volledig worden geëlektrificeerd. Daarnaast wordt de spoorlijn ook verdubbeld.[7]

## Overgebleven niet-elektrische spoorlijnen voor reizigerstreinen
- Vanuit Gent zijn er drie spoorlijnen die geëxploiteerd met dieseltractie: naar Eeklo, Ronse en Geraardsbergen (spoorlijnen 58, 86 en 122).
- Aalst - Burst: Alleen tijdens de spitsuren (spoorlijn 82)
- Charleroi - Couvin: spoorlijn 132 en 134

Alle treindiensten worden gereden met MW41-dieseltreinstellen.

## Gevolgen voor het treinmaterieel
Bij de elektrificaties voor de Tweede Wereldoorlog werden voor de reizigersdienst elektrische treinstellen ingezet. Er waren zelfs tot 1949 geen elektrische locomotieven, dus ook geen goederenvervoer met elektrische tractie. Bij de eerste grote elektrificaties van de jaren vijftig, Antwerpen-haven - Charleroi en Brussel - Luxemburg waren vooral gericht op het goederenvervoer en er werden elektrische locomotieven ingezet. De eerste twintig elektrische locomotieven van het type 101 voor goederentreinen hadden maar een maximumsnelheid van 100 km/u. Daarnaast waren er maar drie locomotieven van het type 120 voor reizigerstreinen met een maximumsnelheid van 130km/u. De elektrische locomotieven vervingen in die tijd vooral stoomlocomotieven, die nog veelvuldig gebruikt werd ook in de reizigersdienst. Alleen bij de kleinere nevenlijnen werden motorwagens ingezet voor de reizigersdienst. 
Naast de elektrificatie van spoorlijnen waren er nog twee ontwikkelingen die van grote invloed waren op de inzet van het treinmaterieel:
- Het afschaffen van de stoomtractie door diesellocomotieven op de niet-elektrische spoorlijnen. De stoomtractie werd in België in 1966 afgeschaft, maar vooruitlopend hierop werden veel stoomlocomotieven vervangen door diesellocomotieven en op elektrische lijnen door elektrische locomotieven. Hierbij dient wel opgemerkt worden dat veel treinritten niet geheel onder de stroomdraad waren er dan met een diesellocomotief 'onder de draad' gereden werd. Het alternatief van het omwisselen van locomotief is omslachtig en werd in de binnenlandse nauwelijks toegepast.
- Het opheffen van veel kleinere nevenspoorlijnen waardoor veel treinmaterieel beschikbaar kwam. De vrijgekomen motorwagens werden meestal gebruikt om getrokken dieseltreinen te vervangen. Een getrokken trein met alleen een paar rijtuigen kwam veelvuldig voor.
- Het invoeren van trek-duwtreinen waarbij de locomotief niet omgerangeerd hoefde te worden bij het keren. Bij trajecten waarbij meerdere elektrische stroomsoorten voorkwamen (in de begintijd voor bij internationale trajecten) kon gewerkt worden met tweespanninglocomotieven. Pas in 1996 werden de eerste Belgische tweespanningmotorstellen, de MS96, geleverd. (De eerste Beneluxtreinstellen, Mat '54, waren Nederlands.) De tweespanningmotorstellen MS96 waren noodzakelijk voor de buurtlandtreindiensten naar Rijsel.

Het rijden in treinschakeling van de elektrische treinstellen gaf een grote flexibiliteit in de exploitatie ten opzichte van de getrokken dieseltreinen. Ook het kunnen combineren en splitsen naar verschillende bestemmingen is een groot voordeel.
De elektrificatie in België met 25 kV wisselspanning maakte het noodzakelijk om nieuwe tweespanningmotorstellen MS08 te bestellen. Op de hogesnelheidslijn Leuven - Luik wordt met tweespanninglocomotieven gereden geschikt voor 200 km/u en het TBL 2-beveiligingssysteem. Op de met 25 kV geëlektrificeerde lijnen in de Ardennen, waren er geen geschikte elektrische treinstellen en werd er noodgedwongen met motorwagens onder de draad gereden. Tevens was er de noodzaak om op pendeldienst op de HSL Antwerpen - Noorderkempen, die uitgevoerd werd twee gekoppelde trek-duwtreinen, te vervangen. Bij deze trein waren de locomotieven aan elkaar gekoppeld in het midden, zodat de stuurstandrijtuigen die voorzien zijn van ETCS in beide rijrichtingen gebruikt konden worden. Om aan deze behoeftes te voldoen werden vanaf 2011 de tweespanning-MS08 geleverd.
Er rijden treinen die tijdens het remmen energie terugvoeren in de bovenleiding, waaronder de Desiro en het locomotieftype HLE 23. Dit is vooral van belang bij de vele lange afdalingen op het Belgisch spoornet in het zuiden. Er wordt rechtstreeks windenergie geleverd aan de bovenleiding.

## Maximumsnelheid
In 1935 reden de eerste elektrische treinstellen met een maximumsnelheid van 120 km/u. Het treinmaterieel dat geleverd werd voor het reizigersvervoer vanaf 1949, heeft een maximumsnelheid van 130 km/u. Pas in 1966 werden de eerste treinstellen (MS66) geleverd met een maximumsnelheid van 140 km/u, wat de norm werd voor alle leveringen daarna. Op Brussel - Bergen konden internationale treinen sneller rijden dan 140 km/u.
De volgende snelheidsverhoging kwam met de levering, vanaf 1981, van de Break-treinstellen die 160 km/u aan kunnen. Bij de elektrificatie van sommige spoorlijnen zoals Gent - Kortrijk (1980) werd al 160 km/u voorzien. Daarna volgden de treinstellen MS96 (1996) en Desiro (2011). De spoorlijnen Gent - Kortrijk en Brussel (vanaf Liedekerke) - Oostende en Brussel - Bergen zijn geschikt voor 160 km/u. De expressporen van Brussel - Leuven zijn geschikt voor 200 km/u en de buitensporen voor 160 km/u. Op het hogesnelheidstraject Leuven - Ans kunnen binnenlandse treinen onder 25 kV wisselspanning rijden met 200 km/u. (alleen getrokken treinen). Op de nieuwe spoorlijn 25N rijden de binnenlandse treinen maximaal 160 km/u. 

## Kaarten
- Technische spoorkaart
- Spoorlijnenkaart